# Esmintopsins
Els esmintopsins (Sminthopsinae) són una subfamília de marsupials de l'ordre dels dasiüromorfs, que conté els gèneres del jerbu marsupial, els ratolins marsupials, Ningaui i Planigale. El gènere més ric en espècies i que dona nom a la subfamília, és el gènere Sminthopsis amb 21 espècies, gairebé un terç de totes les de l'ordre Dasyuromorphia.